# Primena radionuklida u medicini
Primena radionuklida u medicini zasniva se na unosu radioaktivnog materijala u ljudski organizam u eksperimenatalne, dijagnostičke i terapijske svrhe. Razlog za veliku primenu radionuklida u medicini je, taj što, svako sredstvo uneto u organizam, bilo u svrhu dijagnostike ili terapije, mora što manje remetiti njegove funkcije. Postupci koji koriste radionuklide su vrlo pogodni. Imaju veliku osetljivost a pri tome se koriste izuzetno niske koncentracije supstanci tako da se, kod radiofarmaceutika, hemijske osobine obeleženog molekula skoro i ne remete. Zbog toga će i ubuduüe, bez obzira na razvoj metoda kod kojih se ne koriste radionuklidni traseri, njihova primena u mnogim slučajevima biti neizbežna.

## Istorija
Istorija terapije radionuklidima može se pratiti do ranih 1900-ih, nakon otkrića radioaktivnosti od strane Henrija Bekerela i Marije Kiri. Godine 1901. Bekerel je doživeo tešku upalu kože nakon što je nekoliko sati držao tubu radijuma u džepu svog prsluka. Ovo otkriće dovelo je do prve upotrebe radijuma u terapiji kada su Henri Aleksandre Danlos i Ežen Bloh stavili radijum u kontakt sa tuberkuloznom lezijom kože. Godine 1903. Aleksandar Grejem Bel je predložio postavljanje izvora koji sadrže radijum u ili blizu tumora, a 1913. godine Frederik Prošer je objavio prvu studiju o intravenskom ubrizgavanju radijuma za terapiju različitih vrsta bolesti.
Prvi pokušaji primene otvorenih izvora zračenja u terapiji učinjeni su 1920-ih godina.  Od tih godina uspešno se koriste brojni radionuklidi, kao što su jod-131 (131I), fosfor-32 (32P), stroncijum-90 (90Sr) i itrijum-90 (90I), za lečenje mnogih benignih i malignih poremećaja, čija primena se održala do danas.  U poslednje vreme, brzi rast ove grane nuklearne medicine podstaknut je uvođenjem većeg broja novih radionuklida i radiofarmaceutika za lečenje metastatskog bola u kostima i neuroendokrinih i drugih malignih i nemalignih tumora. Danas je, oblast radionuklidne u uzlaznoj fazi i spremna je za veći rast i razvoj u narednim godinama. Na primer, u Aziji, visoka prevalencija bolesti štitne žlezde i jetre podstakla je mnoge nove razvoje i klinička ispitivanja korišćenjem ciljane radionuklidne terapije.

## Opšta razmatranja
Kada su u drugoj polovini četrdesetih godina 20. veka nuklearni reaktori prešli na rad i za mirnodopske namene, radionuklidi su postali dostupni u sve većem broju i aktivnostima. Ciklotroni i reaktori, kao dve komplementarne nuklearne mašine, danas su izvor velikog broja dijagnostickih i terapijskih radionuklida.
Primena radionuklida je u stalnom razvoju i postala je vrlo važna za kliničku praksu. U dijagnostici 99mTc je već decenijama neprikosnoven. Odlične fizičke osobine, visok kvalitet i laka dostupnost po prihvatljivim cenama korišćenjem 99Mo/99mTc generatora učinili su da ovaj radionuklid postane praktično nezamenjiv.
Pored dijagnostike, nuklearna medicina se sve više okreće i ka terapiji. Princip primene se zasniva se na selektivnoj depoziciji doza jonizujućeg zračenja u tkivima tumora ili organa koji se tretiraju. Savremena nuklearna medicina za terapiju koristi radionuklide koji emituju beta čestice ili istovremeno beta čestice i gama fotone. Primena alfa emitera je još uvek u različitim fazama ispitivanja.

## Prednosti
Radionuklidna terapija ima prednost u isporučivanja visoko koncentrisane apsorbovane doze ciljanom tumoru dok štede okolna normalna tkiva. Pored toga, selektivna sposobnost radionuklidne terapije je prednost u lečenju sistemskih maligniteta, kao što su metastaze u kostima, gde je zračenje celog tela korišćenjem eksterne radioterapije nemoguće. 
Pošto je primena radionuklida minimalno invazivna i trajanje lečenja kraće od hemoterapije, ciljana radionuklidna terapija je postala jedna od najpoželjnijih vrsta terapije raka.

## Oblasti primene u medicini
Osnovne medicinske oblasti primene radioaktivnih lekova su:
- onkologija,
- endokrinologija,[6]
- reumatologija,[7]
- kardiologija (u novije vreme).[8]

## Proizvodnja
Jedan od uslova koji mora da ispuni kvalitetan i pouzdan radionuklid da bi se mogao uvesti u rutinsku
praksu u medicini, nije samo da ima odgovarajuće fizičke (vrsta i energija zračenja i vreme
poluraspada), hemijske i biološke osobine, već mora postojati i stalan i pouzdan izvor
snabdevanja radionuklidom ili radiofarmaceutikom (sopstvena proizvodnja ili komercijalni snabdevač) što podrazumeva uhodan i standardizovan postupak dobijanja i kontrolu kvaliteta.

## Zaštita
Uporedo sa razvojem proizvodnje i primene radionuklida razvijala se i zaštita od zračenja što u nuklearnoj medicini i medicini rada ima poseban značaj. Kako tokom nuklearno medicinskih postupaka dolazi do izlaganja pacijenta radijacionim dozama, odluku o ispitivanju može doneti samoza to edukovan i ovlašćeni lekar u saradnji sa timom nuklearnih fizičara i hemičara.
Kako pacijent od toga ima izuzetnu koristi, ne primenjuje se koncept ograničenja doza. Medjutim, za medicinsko osoblje i stanovništvo odredjene su granice izlaganja (a u skladu sa najnovijim preporukama uvode se i dodatna ograničenja.
Princip zaštite primenjuje se i kod pacijenata ali ne na račun kvaliteta primenjenog postupka
već na osnovu njegovog tehničkog usavršavanja, zamene postupka drugim, ili korišćenjem pogodnijeg radionuklida, itd.
Na osnovu dobrog poznavanja podataka o raspoloživim radionuklidima terapeut može optimizovati primena radiofarmaceutika sa stanovišta smanjenja nepotrebnog izlaganja pacijenta nepotrebno velikim radijacionim dozama.

## Primena radionuklida u dijagnostici
Radionuklidi pojedinih elemenata (npr 14C, 15N, 133I,...) nemaju stabilna jezgra, nego se one transmutiraju i relaksiraju uz emisiju radioaktivnog zračenja: čestica (α, β) ili fotona (γ).
U dijagnostici su u upotrebi najviše radioaktivni izotopi koji su emiteri γ fotona, i to onih energija za koje je interakcija sa atomima tkiva malo verovatna. To su metastabilni izotopi, jer je vreme života jezgre u pobuđenom stanju dugo (npr 99mTc).
Radioaktivni izotopi koji se mogu ugraditi u organizam,  detektuju γ zračenje koje izlazi iz pacijenta i tako se određuje raspodjela radionuklida u telu.
Iako je rezolucija slike u metodama nuklearne medicine slabija nego kod kod strukturnih tehnika (CT, MRI), njom se dobija funkcionalna slika.
U dijagnostici se, primjenjuju radionuklidi kojih nema u prirodi pa ih treba proizvesti: pored tehnecijuma-99m, za neke specifične primene (na primer scintigrafija tumora) mogu koristiti još neki radionuklidi. To su pre svega ciklotronski radionuklidi kao 67Ga, 111In, 123I i 211Tl koji se komercijalno proizvode.
Posebnu perspektivu imaju pozitronski emiteri, kao što je „organska četvorka”: 11C, 13N, 15O i 18F. 
Nekoliko radionulida se dobija i korišćenjem odgovarajućih radionuklidnih generatora (62Cu, 68Ga, 82Rb). Međutim za mnoge od ovih radionuklida, jedna od glavnih prepreka njihovom prihvatanju za široku, rutinsku praksu su troškovi dobijanja i (ne)mogućnost redovnog i sigurnog snabdevanja.
| Ciljni organ/tkivo | Radionuklid/radiofarmaceutik | Aktivnost(MBq) | E, mSv/MBq Eeff, | mSv     | Rizik   |
| ------------------ | ---------------------------- | -------------- | ---------------- | ------- | ------- |
| Mozak              | 99mTc-ECD                    | 1110           | 7.4E-03          | 8.2E+00 | 6.6E-04 |
| Jetra              | 99mTc-koloid                 | 200            | 14.2E-3          | 2.8E+00 | 2.3E-04 |
| Bubrezi            | 99mTc-DMSA                   | 148            | 8.8E-03          | 1.3E+00 | 1.0E-04 |
| Srce               | 99mTc-eritrociti             | 1110           | 25.53E-3         | 2.8E+01 | 2.3E-03 |
| Srčane arterije    | 99mTc-MAA                    | 148            | 1.1E-02          | 1.6E+00 | 1.3E-04 |
| Skelet             | 99mTc-PYP                    | 800            | 50.4E-3          | 4.0E+01 | 3.2E-03 |
| Infekcija          | 67Ga-citrat                  | 222            | 1.0E-01          | 2.2E+01 | 1.8E-03 |
| Pluća              | 99mTc-DTPA aerosol           | 22.2           | 4.9E-03          | 1.1E-01 | 8.7E-06 |
| Tumor              | 123I MIBG                    | 370            | 1.3E-02          | 4.8E+00 | 3.8E-04 |
| Štitna žlezda      | 131I-NaI                     | 3.7            | 5.2E-02          | 1.9E-01 | 1.5E-05 |

## Primena radionuklida u terapiji
Primena radionuklida u terapiji zasniva se na primeni unutrašnjih izvora zračenja koji se
vezuju za obolelo tkivo. Zračenje mora da ima mali domet i visoke vrednosti LET. Najpogodniji su alfa, beta ili beta/gama emiteri. Osnovne oblasti njihove primene u terapiji u nuklearnoj medicini su onkologija, reumatologija i palijativna terapija bolova. Važno je pomenuti njihovu ulogu u razvoju novih pristupa u tretiranju karcinoma kao što je karcinom štitaste žlezde, zatim u tretiranju leukemije i limfoma (radioimuno terapija - RIT), primarnog i sekundarnog maligniteta kostiju, itd. 
Sobzirom da su dosadašnji rezultati primene radionuklida u medicini pozitivni, to je dovelo do razvoja komercijalnih tehnika i novih agenasa. Tako je tokom poslednjih decenija interesovanje za primenu radioaktivnih lekova u terapiji je sve veće. Tome su doprinela dva faktora:
- Prvi razlog, je razvoj postupaka za komercijalno dobijanje radionuklida sa povoljnim, gotovo optimalnim, fizičkim osobinama.
- Drugi razlog je uvođenje novih nosača kao što su različiti peptidi, antitela, mikrosfere koje se u organizmu razgradjuju, itd.

Razmatra se i niz novih radiofarmaceutika i istražuju različiti načini primene odnosno putevi i mehanizmi njihovog nakupljanja u ciljnim tkivima i organima. Jedan od takvih radionuklida je 188Re. Hemijska sličnost sa tehnecijumom omogućava da se iskustva sa 99mTc radiofarmaceuticima iskoriste i pri razvoju radioaktivnih lekova obeleženih sa 188Re.
Nuklearnomedicinska terapija radionuklidima bazira se na selektivnoj depoziciji odredenih doza jonizujuceg zračenja u tkivima tumora iIi organa koji se tretiraju. Ova terapija, s obzirom na ograničenu toksičnost i dugoročne efekte, može se uspešno porediti sa hemioterapijom i radioterapijom zatvorenim izvorima zračenj.
| Radiofarmaceutici | Ciljno mesto                                                            | Indikacije                                                                               |
| 131I-jodid        | Sinteza tiroidnih hormona                                               | Diferencirani karcinom štitne žlezde, Gravesova bolest, hiperfunkcionalni čvorovi        |
| 90Y-mikrosfera    | Intravskularno zadržavanje                                              | Metastaze u jetri, hepatocelularni karcinom                                              |
| 89Sr-hlorid       | Analog kalcijuma                                                        | Palijacija bola u kostima                                                                |
| 153Sm-EDTMP       | Hemoadsorpcija                                                          | Palijacija bola u kostima                                                                |
| 90Y-oktreotid     | Vezivanje somatostatinskih receptora                                    | Neurondokrini tumori                                                                     |
| 131I-MIBG         | Aktivni transport u neuroendokrine ćelije i intracelularno skladištenje | Neuroblastom, feohromocitom, karcinoid, paragangliom, medularni karcinom štitaste žlezde |

### Prednosti
Njene osnovne prednosti su što je selektivna (kao brahiterapija ili teleterapija) i sistemska (kao hemioterapija). Tako može, u slućaju nekih benignih ili malignih promena, predstavljati alternativu
hirurskom ili nekom drugom medicinskom načinu lečenja.

### Primena
Radionuklidi se u terapiji mogu, koristiti na dva načina. 
Prvi način
Zasniva se na korišćenju zatvorenih izvora zračenja (teleterapija). Ciljni organ ili tkivo
ozračuju se rendgen ili gama zracima, neutronima iii naelektrisanim česticama kao što su protoni ili teži joni.
Drugi način
Zasniva se na korišćenju otvorenih izvora zračenja koji se unose u organizam u cilju terapije. Unošenje otvorenih izvora zračenja u organizam radi terapije u nuklearnoj medicini vrši se na dva
načina: kao radionuklid, vezan sa nerastvornim česticama, i aplikuje se intraarterijski ili intrakavitarno i kao drugi način — intravenskim ubrizgavanjem radionuklida koji se zatim, u zavisnosti od specificnih biomolekulskih interakcija, akumulira u datom organu iIi tkivu.

## Spoljašnje veze
|  | Molimo Vas, obratite pažnju na važno upozorenje u vezi sa temama iz oblasti medicine (zdravlja). |